# Aguilafuente
Aguilafuente là một đô thị ở tỉnh Segovia, Castile và León, Tây Ban Nha. Theo điều tra dân số năm 2004 của Viện thống kê quốc gia Tây Ban Nha, đô thị này có dân số 773 người.

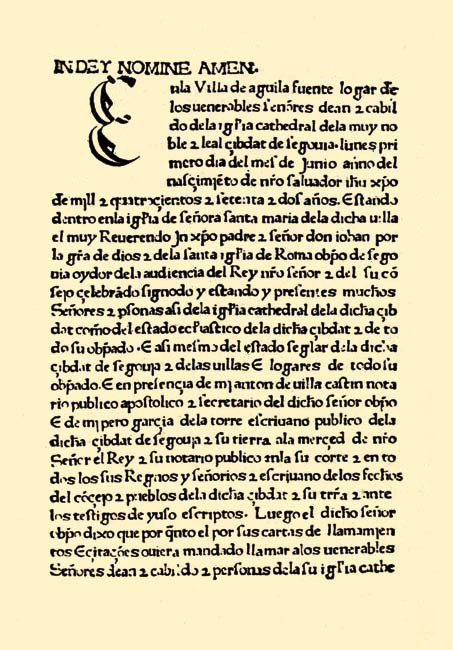
Sinodal de Aguilafuente (Juan Párix, 1472).